# Julia Perez
Pour les articles homonymes, voir Perez.
Yuli Rachmawati (15 juin 1980 - 10 juin 2017), plus connue sous le nom de Julia Perez, surnommée Jupe est une actrice, chanteuse de dangdut, mannequin et femme d'affaires indonésienne.
Connue pour ses prises de positions contre les religieux conservateurs de son pays, elle meurt prématurément d'un cancer à l'âge de 36 ans.